# Malê Debalê
O Malê Debalê é um bloco-afro de Carnaval da Bahia em Salvador (Bahia).

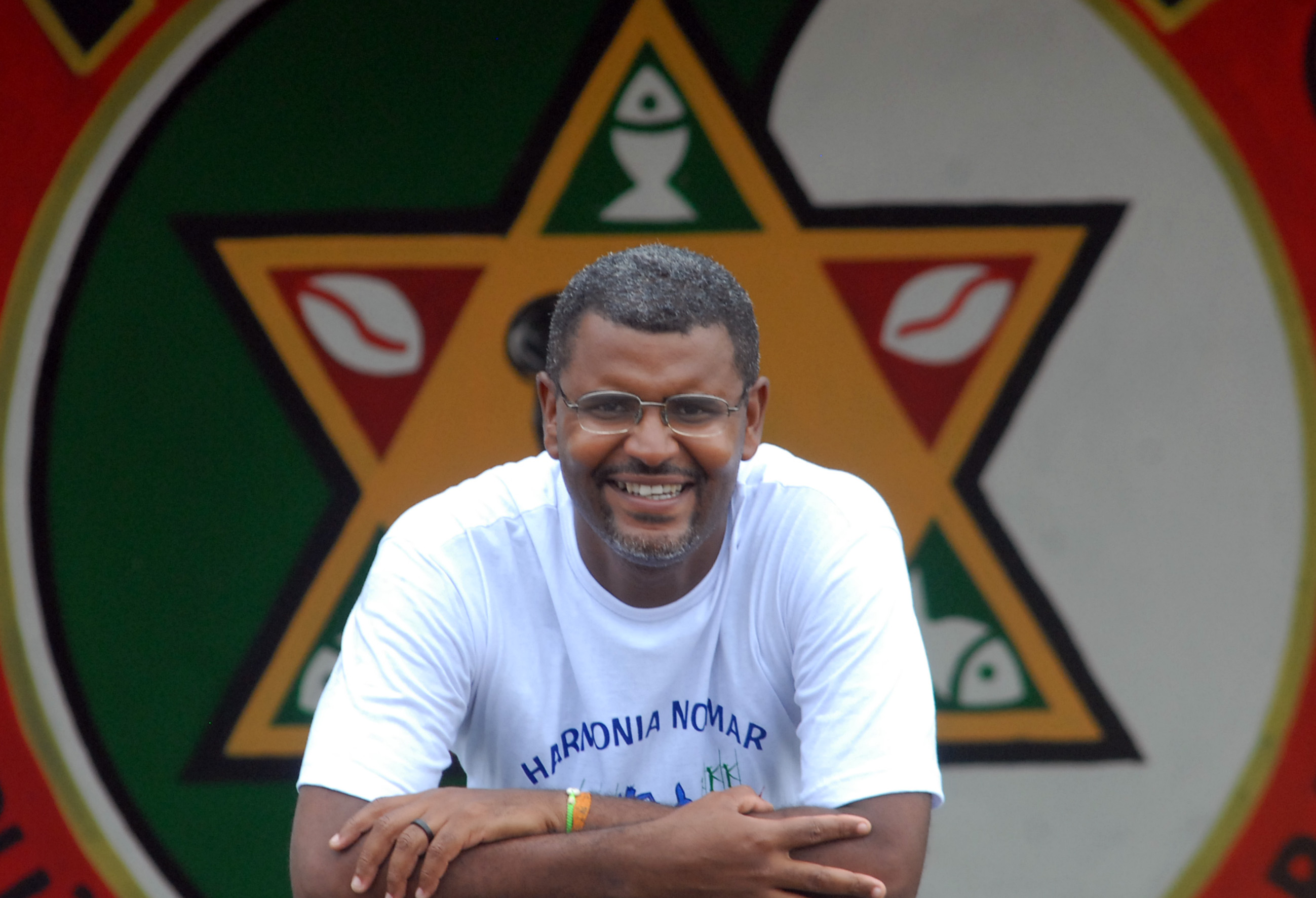
Carlos Eduardo Carvalho Dirigente do Bloco

O bloco conta com cerca de quatro mil integrantes e foi fundado em 23 de março de 1979 por um grupo de moradores de Itapuã que tinham o desejo que seu bairro pudesse participar do carnaval de Salvador, capital do Estado da Bahia.
Criado com inspiração na população descendente dos Malês povo de origem africana e religião muçulmana, que lutaram na Revolta dos Malês contra o sistema escravocrata brasileiro.